# Nunataki Nikity Izotova
Nunataki Nikity Izotova är en nunatak i Antarktis. Den ligger i Västantarktis. Argentina, Chile och Storbritannien gör anspråk på området. Toppen på Nunataki Nikity Izotova är 795 meter över havet.
Terrängen runt Nunataki Nikity Izotova är platt åt sydost, men åt nordväst är den kuperad. Trakten är obefolkad. Det finns inga samhällen i närheten.